# Abduqodir Shakuriy
Abduqodir Shakuriy (kyrillisch Абдуқодир Шакурий; auch Abdulqadir Shakuri; russisch Абдулкадир/Абдукадир/Абдукодир/Абдулкодир Шакури Abdulkadir/Abdukadir/Abdukodir/Abdulkodir Schakuri; * 1875; † 1943) war ein Vertreter des zentralasiatischen Dschadidismus. Er wirkte im Literatenzirkel des Mahmudxoʻja Behbudiy in Samarqand.

## Biographie
Shakuriys Vater war Imam, seine Mutter leitete eine maktab, eine islamische Grundschule, für Mädchen. Er studierte an der Orifjonboy-Madrasa in Samarqand und arbeitete im Samarqander Vorort Rajabamin als Lehrer traditioneller Methode.
Durch einen tatarischen Freund begann er İsmail Gasprinskis Blatt Tercuman zu lesen, wodurch er zum Anhänger der Dschadidismus wurde. Er eröffnete 1903 eine der ersten Schulen der „neuen Methode“ und verfasste drei Lehrbücher zum Gebrauch in dieser neuen Art von Schule, die über 100 Schüler aufsuchten. 1908 kam Sadriddin Ainij bei seinem Samarqand-Aufenthalt durch Shakuriys Einrichtung mit der „neuen Methode“ in Kontakt. Durch Reisen nach Kasan (1909) und Istanbul (1912) erhielt Shakuriy Einsicht ins Funktionieren moderner islamischer Bildungseinrichtungen.